# Mourad Aït Tahar
Mourad Aït Tahar né le 28 novembre 1969 à Alger, est un footballeur international algérien. Il compte une sélection en équipe d'Algérie de football, en 1990.

## Biographie
Ancien joueur de la JS Kabylie entre 1987 et 1994, puis de 1997 à 1999, Mourad Aït Tahar joue aussi au MC Alger (1994-1997) et à l'USM Blida (1999-2000), avant de raccrocher les crampons. 
La JS Kabylie remporte le championnat d'Algérie en 1989 et 1990, la Coupe d'Algérie en 1992 et 1994, et surtout la Coupe des clubs champions africains 1990 dont Aït Tahar dispute les deux manches de la finale. Aït Tahar participe également la finale de la Coupe d'Algérie de football 1998-1999, perdue face par la JS Kabylie face à l'USM Alger. Aït Tahar participe à Coupe d'Afrique des nations junior de 1988/1989 (il fut buteur à deux reprises contre la Tunisie) et compte une sélection officielle avec la sélection nationale algérienne, le 11 avril 1990 contre la Suède.
Médecin de formation, il travaille après sa retraite sportive au sein de la Fédération algérienne de football et intègre l'équipe médicale du Nasr athlétique d'Hussein Dey (NAHD). En août 2018, il est nommé directeur sportif de la JS Kabylie, présidé par Cherif Mellal. En septembre 2022, il est nommé directeur sportif de la JS Kabylie, présidé par Yazid Yarichene. En juillet 2023, il devient l'entraîneur adjoint, de la JS Kabylie. En octobre 2023, à la suite de l'arrivée d'un staff complet il démissionne de ce poste refusant aussi un nouveau poste dans l'organigramme. Par ailleurs, il est titulaire du CAF A. 

## Statistiques
| Saison                | Club                  | Championnat           | Championnat | Championnat | Coupe nationale | Coupe nationale | Coupe de la Ligue | Coupe de la Ligue | Supercoupe | Supercoupe | Compétition(s) continentale(s) | Compétition(s) continentale(s) | Compétition(s) continentale(s) | Total | Total |
| Saison                | Club                  | Division              | M.          | B.          | M.              | B.              | M.                | B.                | M.         | B.         | Comp.                          | M.                             | B.                             | M.    | B.    |
| 1987-1988             | JS Kabylie            | 1                     | -           | 3           | -               | -               | -                 | -                 | -          | -          | -                              | -                              | -                              | 0     | 3     |
| 1988-1989             | JS Kabylie            | 1                     | -           | 5           | -               | -               | -                 | -                 | -          | -          | -                              | -                              | -                              | 0     | 5     |
| 1989-1990             | JS Kabylie            | 1                     | -           | 6           | -               | -               | -                 | -                 | -          | -          | C1                             | 10                             | 3                              | 10    | 9     |
| 1990-1991             | JS Kabylie            | 1                     | -           | 4           | -               | 1               | -                 | -                 | -          | -          | C1                             | 4                              | 1                              | 4     | 6     |
| 1991-1992             | JS Kabylie            | 1                     | -           | 5           | -               | 1               | -                 | -                 | 1          | 0          | -                              | -                              | -                              | 1     | 6     |
| 1992-1993             | JS Kabylie            | 1                     | -           | 2           | -               | -               | -                 | -                 | -          | -          | -                              | -                              | -                              | 0     | 2     |
| 1993-1994             | JS Kabylie            | 1                     | -           | 1           | -               | -               | -                 | -                 | -          | -          | -                              | -                              | -                              | 0     | 1     |
| 1994-1995             | MC Alger              | 1                     | 25          | 3           | 4               | 0               | -                 | -                 | -          | -          | -                              | -                              | -                              | 29    | 3     |
| 1995-1996             | MC Alger              | 1                     | 17          | 5           | 1               | 0               | -                 | -                 | -          | -          | -                              | -                              | -                              | 18    | 5     |
| 1996-1997             | MC Alger              | 1                     | 27          | 11          | 2               | 1               | -                 | -                 | -          | -          | -                              | -                              | -                              | 29    | 12    |
| 1997-1998             | JS Kabylie            | 1                     | 12          | 5           | 2               | 4               | -                 | -                 | -          | -          | -                              | -                              | -                              | 14    | 9     |
| 1998-1999             | JS Kabylie            | 1                     | 23          | 15          | 7               | 1               | -                 | -                 | -          | -          | -                              | -                              | -                              | 30    | 16    |
| 1999-2000             | USM Blida             | 1                     | 20          | 3           | 5               | 0               | 5                 | 0                 | -          | -          | -                              | -                              | -                              | 30    | 3     |
| Total sur la carrière | Total sur la carrière | Total sur la carrière | +200        | 68          | 30              | 8               | -                 | -                 | 1          | 0          | -                              | -                              | 4                              | 231   | 80    |

## Palmarès

### JS Kabylie
- Champion d'Algérie en 1989 et 1990
- Vainqueur de la Coupe d'Algérie 1992 et 1994
- Vainqueur de la Supercoupe d'Algérie en 1992
- Vainqueur de la Coupe d'Afrique des clubs champions en 1990